# Gregory Parsloe
Gregory Parsloe-Parsloe, chiamato di solito Sir Gregory Parsloe, è un personaggio immaginario che appare in quattro romanzi e tre racconti di P. G. Wodehouse della saga "Castello di Blandings" scritti fra il 1924 e il 1961.
Gregory Parsloe ha il titolo di VII baronetto di Matchingham, e pertanto ha diritto all'appellativo di "Lord" e all'allocutivo di "Sir"; Sir Gregory è un individuo alto, corpulento che risiede a Matchingham Hall, vicino a Blandings, ed è rivale di Lord Emsworth soprattutto in competizioni di tipo agricolo quali la coltivazione di zucche o l'allevamento di maiali di grandi dimensioni. 

## Vita e carattere
Nelle opere di Wodehouse, Sir Gregory, VII baronetto di Matchingham, risiede a Matchingham Hall, una casa di campagna inglese nella cittadina di Much Matchingham, nello Shropshire, numero di telefono "Matchingham 8-30"; Much Matchingham è adiacente alla cittadina di Market Blandings, nel cui territorio è ospitato il castello di Blandings di proprietà di Lord Emsworth. Lord Matchingham era succeduto d'improvviso, all'età di trentun'anni, al titolo di baronetto alla morte di un suo cugino.
Sir Gregory nella piena maturità, allorquando cioè è vicino di casa e rivale di Lord Emsworth, appare «un uomo grasso e corpulento sui cinquantacinque anni, con l'aspetto di uno di quei floridi damerini dei tempi della Reggenza». Ma anche in età giovanile, circa trent'anni prima, le sue dimensioni apparivano eccessive: era soprannominato infatti "Tubby" ("Bombolo" nella traduzione italiana di Adriana Motti). 
La maggior parte delle informazioni sulla giovinezza di Sir Gregory derivano da Hon. Galahad Threepwood (Gally) il quale conobbe Sir Gregory in gioventù, quando erano entrambi soci del Pelican Club, e ha ricordato molti episodi su quel periodo nel suo memoir Reminiscences. Secondo Gally, la condotta di Gregory Parsloe durante l'infanzia e la prima giovinezza era stata esemplare; ma, fra i venti e trentuno anni, età nella quale ereditò il titolo nobiliare, «era riuscito a concentrare tante di quelle malefatte che un uomo meno abile ci avrebbe messo un secolo». La prima volta che Gally vide Gregory fu nel ristorante da Romano: il futuro baronetto girava intorno al tavolo con la zuppiera in testa e un sedano in mano, asserendo di essere una guardia di Buckingham Palace. Il giovane Gregory ricorreva a ingegnosi trucchi per appropriarsi di champagne e sigari, per esempio distraendo gli avventori per mezzo di un cagnolino, di nome Banjo, che aveva appositamente addestrato; fu l'unico cliente buttato fuori dal Café de l'Europe per aver cercato di acquistare una bottiglia di champagne mettendo all'asta tra gli altri avventori i suoi pantaloni; verso il 1896 aveva sottratto la dentiera al vecchio Lord Burper per impegnarla in una bottega di Edgware Road. Gally sospetta che il giovane Gregory abbia truccato una corsa per cani: per favorito la vincita del suo terrier Banjo mise fuori combattimento Towser, il cane di Gally, drogandolo per mezzo di bistecche con cipolle. Gally accenna inoltre a un episodio non meglio precisato su «dei gamberoni», argomento su cui Gally ritornerà più volte e che ha suscitato la curiosità dei lettori e dei cultori di Wodehouse.
Divenuto baronetto di Matchingham, è iniziata la competizione con Lord Emsworth. Lord Matchingham appare per la prima volta, in questo ruolo, nel racconto "Importanza di una zucca" del 1924. In questo racconto Sir Gregory viene sfidato da Lord Emsworth come produttore della zucca più grande al concorso della Fiera agricola di Shrewsbury. Vincerà Lord Emsworth e Sir Gregory accetterà la sconfitta da gentleman («Vi era tuttavia del buono, in Sir Gregory. Era un signore, e uno sportivo. Nella tradizione dei Parsloe non c'era nulla di meschino. A metà della tenda si fermò, e con un gesto rapido, energico tese la mano»). La rivalità fra Sir Gregory e Lord Emsworth continuerà anche in seguito, ma l'oggetto della sfida sarà l'allevamento dei maiali, in particolare la partecipazione al concorso indetto dalla sezione "Suini grassi" alla annuale Mostra Agricola dello Shropshire per il maiale più grasso. La gara fra i due inizierà nel racconto L'imperatrice di Blandings del 1927 e continuerà successivamente in altri quattro romanzi (Lampi d'estate del 1929; Aria di tempesta (P. G. Wodehouse) del 1933; I porci hanno le ali del 1953 e Il ratto dell'imperatrice del 1961). All'Imperatrice di Blandings, campione di Lord Emsworth, Sir Gregory oppone i suoi campioni (l'Orgoglio of Matchingham e la Regina di Matchingham) e recluta il porcaro George Cyril Wellbeloved, ma senza successo. Gally e Lord Emsworth lo sospettano di tramare scorrettezze; Lord Emsworth nutre nei riguardi di Sir Gregory «sentimenti simili a, sebbene meno cordiali, quelli che Sherlock Holmes nutriva nei riguardi del professor Moriarty»; ma il comportamento di Sir Gregory è risultato sempre corretto e improntato a lealtà.
Sir Gregory è cugino di Monty Bodkin e della porcara Monica Simmons. I rapporti di Sir Gregory con le sorelle di Lord Emsworth sono sempre stati cordiali. Sir Gregory ha modeste ambizioni politiche: in Lampi d'estate e Aria di tempesta è candidato alle elezioni amministrative dello Shropshire per il Partito Unionista. In I porci hanno le ali è fidanzato dapprima con la bella tennista salutista Gloria Salt; ma poi incontra nuovamente Maudie, una nipote di Sebastian Beach, il maggiordomo di Lord Emsworth, la quale trent'anni prima era stata banchista del bar "Criterion" con lo pseudonimo di Maudie Montrose e mancata sposa di "Bombolo" per un disguido. Questa volta è Sir Gregory a prevalere su Lord Emsworth, il quale si era innamorato anch'egli della bella Maudie. Nel Ratto dell'imperatrice Sir Gregory risulterà felice sposo di Maudie.

## Apparizioni
Sir Gregory Parsloe è apparso in tre racconti, contenuti nella raccolta Il castello di Blandings (Blandings Castle) del 1935, e in quattro romanzi:
racconti
- Importanza di una zucca (The Custody of the Pumpkin), racconto del 1925
- L'imperatrice di Blandings (Pig-hoo-o-o-o-ey), racconto del 1927
- Compagnia per Gertrude (Company for Gertrude), racconto del 1928

romanzi
- Lampi d'estate (Summer Lightning), romanzo del 1929
- Aria di tempesta (Heavy Weather), romanzo del 1933
- I porci hanno le ali (Pigs Have Wings), romanzo del 1952
- I signori sono serviti (Service with a Smile), romanzo del 1961

## Adattamenti
Sir Gregory Parsloe è stato interpretato, in spettacoli televisivi, da:
- Jimmy Edwards in due episodi della serie Blandings Castle, parte della serie televisiva in sei episodi The World of Wodehouse trasmessa dalla BBC nel 1967 trasmessa dalla BBC[17]
- Ronald Fraser nell'adattamento di Aria di tempesta, trasmessa dalla BBC[17]
- Robert Bathurst negli episodi della serie Blandings trasmessi dalla BBC nel 2013–2014

### Opere di G. P. Wodehouse
- Aria di tempesta: romanzo [Heavy Weather], collana TEAdue; 199, traduzione di Luigi Spagnol, Introduzione di Giorgio Manganelli, Milano, TEA, 1994, ISBN 88-7819-498-0.
- P. G. Wodehouse, Lampi d'estate [Summer Lighting], collana TEAdue; 148, traduzione di Carlo Brera, Introduzione di Carlo Fruttero e Franco Lucentini, Milano, TEA, 1993, ISBN 88-7746-406-2.
- P.G. Wodehouse, Il castello di Blandings [Blandings Castle], collana Coll. BUR ; 481, traduzione di Luigi Brioschi, Introduzione di Luigi Brioschi, Milano, Biblioteca universale Rizzoli, 1984,  pp. 133-155, ISBN 88-17-12481-8.
- I porci hanno le ali [Pigs Have Wings], collana Narratori della Fenice, traduzione di Adriana Motti, Parma, U. Guanda, 1994, ISBN 88-7746-557-3.